# Samowyzwalacz

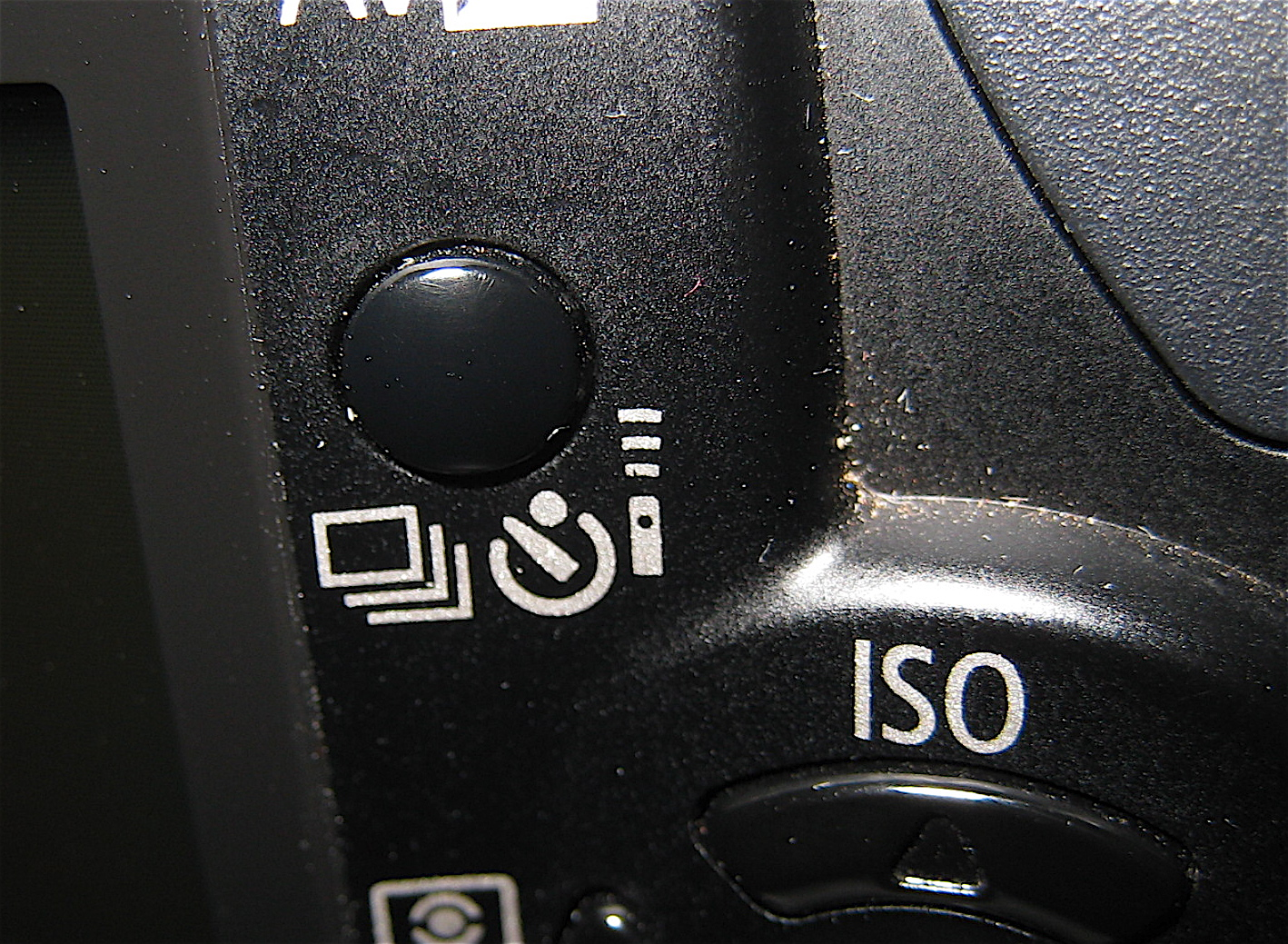
Przycisk uruchamiający samowyzwalacz w aparacie Canon EOS 400D; poniżej typowy dla niego ideogram – okrągły minutnik

Samowyzwalacz – urządzenie zazwyczaj wbudowane w klasyczny aparat fotograficzny lub element oprogramowania cyfrowego aparatu fotograficznego, pozwalające na ustawienie wartości opóźnienia momentu wyzwolenia migawki. Samowyzwalacza używa się po unieruchomieniu wycelowanego aparatu, zwykle przy pomocy montażu na statywie.
Zastosowania samowyzwalacza:
- gdy osoba fotografująca chce sfotografować siebie samą.
- w zastępstwie wężyka spustowego, w celu uniknięcia drgań aparatu, które mogą być wywołane ręcznym wyzwoleniem migawki.

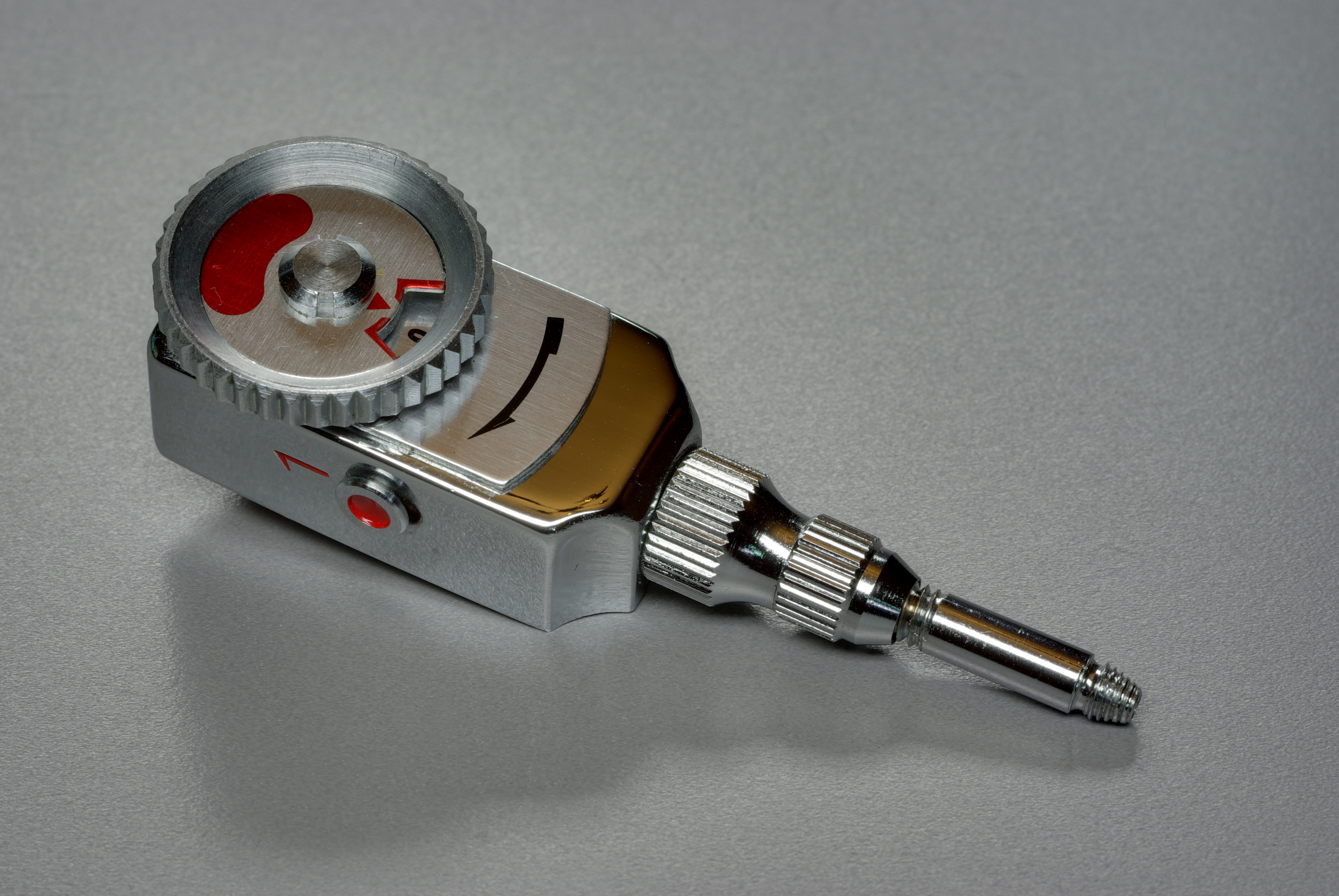
Zewnętrzny samowyzwalacz
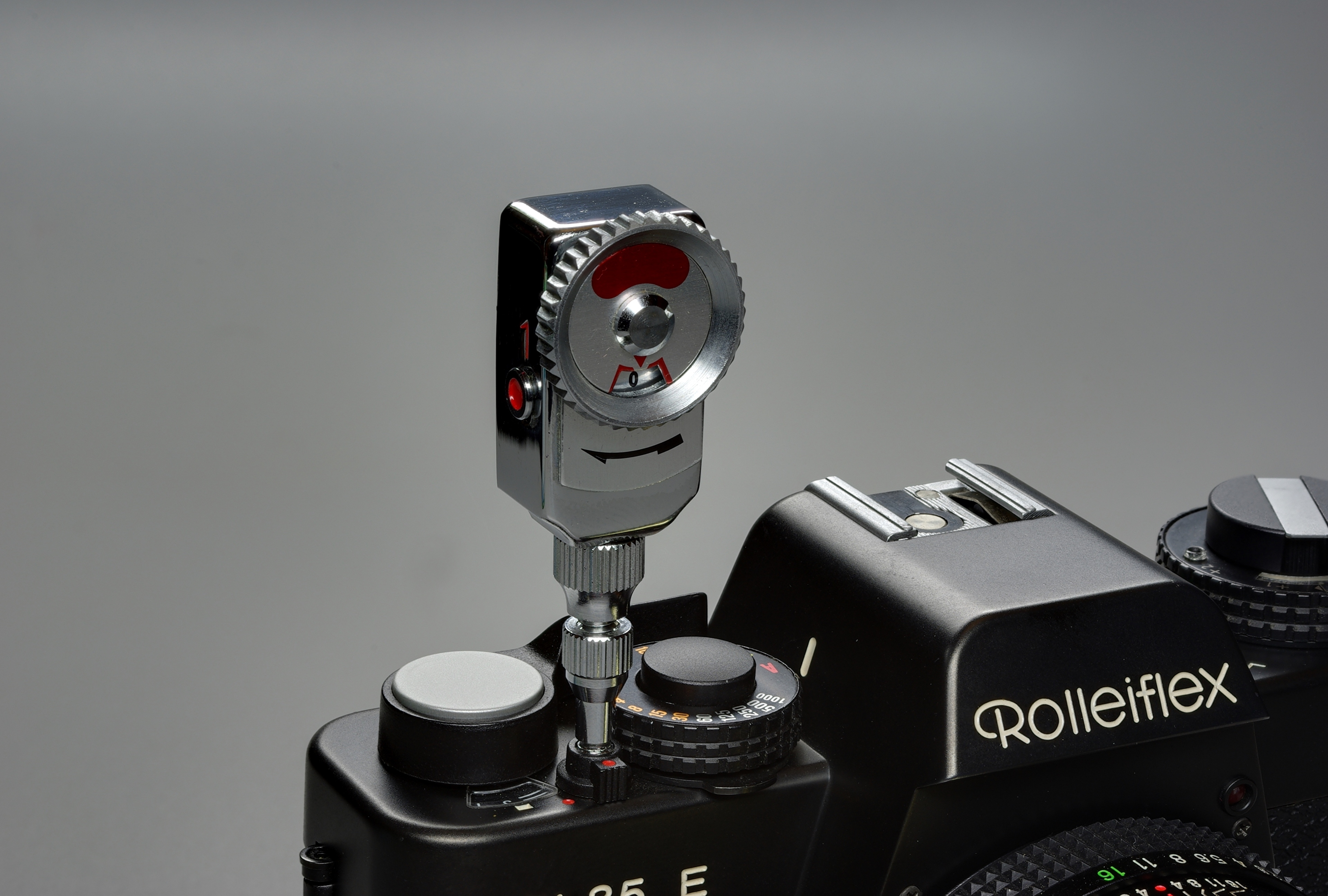
Montaż zewnętrznego samowyzwalacza.